# Német Nemzeti Könyvtár

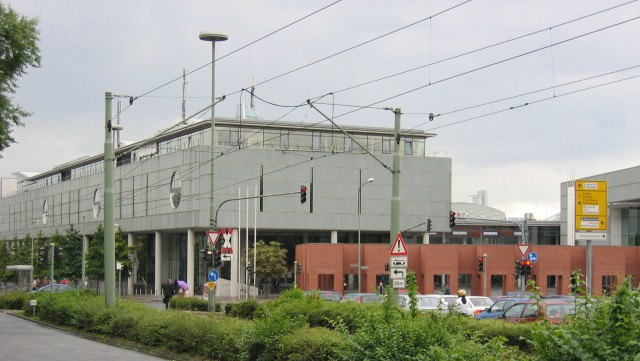
A Német Nemzeti Könyvtár frankfurti telephelye

A  Német Nemzeti Könyvtár  (németül: Deutsche Nationalbibliothek DNB) kezdetekben a Német Szövetségi Köztársaság központi irattára és nemzetközi bibliográfiai központja volt. Feladatának tekintette, hogy maradandóan tárolja, dokumentálja és rögzítse a teljes német és német nyelvű kiadványok irodalomjegyzékét 1913-tól, a külföldi kiadványokat Németországról, a német művek fordításait, a németül beszélő kivándorlók külföldön megjelentetett műveiket 1933-1945 illetve azoknak a nyilvánosság számára való közzétételét. A Német Nemzetközi Könyvtár külföldi szövetkezeti kapcsolatokat is ápol mind országos, mind nemzetközi szinten. Például, a vezető üzlettárs szerepet vállal az irodalomjegyzék szabályainak és standardjainak karbantartásában és kiemelkedő szerepet játszik a nemzetközi könyvtári standardoknak a fejlesztésében. A könyvkiadókkal való együttműködés az 1935-ös törvény által lett szabályozva a Lipcsei Német Könyvtár és 1969 óta a Frankfurti Német Könyvtár számára.
A könyvtári feladatokat a lipcsei és a frankfurti intézet között osztották meg, közös munkájukat specifikus szakterületekre irányították. A harmadik intézet, a Berlini Német Zenearchívum, amit (1970-ben alapítottak), minden zenéhez kapcsolódó nyomtatott és rögzített anyagok tárolásával foglalkozik.

## Történet
Az 1848-49-es németországi forradalom idején számos könyvkereskedő és könyvkiadó felajánlotta műveit a Frankfurti Parlament részére egy parlamentáris könyvtár számára. A könyvtárat Johann Heinrich Plath vezette és a Reichsbibliothek nevet kapta ("Reich könyvtár"). A forradalom elbukása után a könyvtárat otthagyták és a létező könyvállományt immáron a Nurembergi Germanisches Nationalmuseum-ban tárolták.
1912-ben, Lipcse városában, a lipcsei német könyvkereskedői tőzsdeegylet (Börsenverein der Deutschen Buchhändler zu Leipzig), Szász Királyság (Königreich Sachsen), és Lipcse városa (Stadt Leipzig) megállapodtak a Német Nemzeti Könyvtár Lipcsében való megalapításában. 1913. január 1-jén, minden német nyelvű kiadványt szisztematikusan gyűjtöttek (beleértve osztrák és svájci könyveket is). Ugyanabban az évben, Dr. Gustav Wahl-t megválasztották a könyvtár első igazgatójának.
1946-ban Dr. Georg Kurt Schauer, Heinrich Cobet, Vittorio Klostermann és Professor Hanns Wilhelm Eppelsheimer, a Frankfurti Egyetem Könyvtárának az igazgatója, kezdeményezték a frankfurti székhelyű német irattár helyreállítását. Az államszövetségi könyvkereskedői képviselők az amerikai övezetben jóváhagyták a javaslatot. Frankfurt városa hozzájárult a megtervezett irattár támogatásához mind alkalmazottak, mind anyagi erőforrások igénybevételével. Az Amerikai Egyesült Államok katonai kormányzata jóváhagyását adta.
A könyvtár elkezdte munkáját a korábbi Rothschild könyvtár dohányzó szobájában, ami a lebombázott egyetemi könyvtár elhelyezésre szolgált. Ennek eredményeként két könyvtár is volt Németországban, amely magára vállalta a nemzetközi könyvtár feladatait és funkcióit a későbbi Német Demokratikus Köztársaság (Deutsche Demokratische Republik, DDR) és (Bundesrepublik Deutschland, BRD) Német Szövetségi Köztársaságot illetőleg. A két nemzeti bibliográfiai katalógus majdnem azonos tartalommal jelent meg évente.
Németország újraegyesítésével 1990. október 3-án, a Lipcsei Német Könyvtár és a Frankfurti Német Könyvtár összeolvadt egy új intézetté, A Német Könyvtárrá (Die Deutsche Bibliothek). A Német Nemzeti Könyvtárra vonatkozó törvény 2006. június 29-én lépett érvénybe. A gyűjtemény kibővítése tömören magába foglalja az internetes kiadványokat, amely kijelöli az utat a gyűjtésre, katalogizálásra és a kiadványok megőrzésére a német kulturális örökség részeként. A könyvtár legmagasabb vezető testületét, az Adminisztratív Tanácsot, kibővítették, hogy két parlamenti taggal bővülhessen a Bundestagból. A törvény ezen kívül módosította a könyvtár nevét és a hozzá tartozó épületekét is Lipcsében, Frankfurtban és Berlinben die "Deutsche Nationalbibliothek"-re.
2000 júliusában, a DMA (Deutsches Musikarchiv) magára vállalta a raktározási szerepet is a GEMA számára, "Gesellschaft für musikalische Aufführungs- und mechanische Vervielfältigungsrechte", ami egy német zene copyright szervezet. Azóta, a zene kiadóknak már csak a DMA-nak kell benyújtani a másolatokat, ami lefedi mind a nemzeti tárolást, mind a másolás elleni védelmet. A 210.000-es darabszámú nyomtatott zeneművek az azelőtti tulajdonosról "GEMA" át lettek ruházva a DMA-nak.

## Készlet
- Teljes: 27,7 millió darab
  - Lipcse: 16,7 millió darab
  - Frankfurt: 10,3 millió darab
  - online publikációk: 719.000 darab[3]

## Ajánlások
1. ↑  Murray, Stuart. The Library: An Illustrated History. New York, NY: Skyhorse Pub (2009)
2. ↑   Reichsbibliothek von 1848, Handbuch der historischen Buchbestände in Deutschland. Hildesheim: Olms Neue Medien (2003)
3. ↑  Archivált másolat. [2010. november 21-i dátummal az eredetiből archiválva]. (Hozzáférés: 2014. november 18.)

## Külső hivatkozások
- dnb.de — Német Nemzeti Könyvtár
- Német Zenei Archivum Berlin
- AG Sammlung Deutscher Drucke
- Libraries-Link.net – Német internetes könyvtári portál
- LibWeb Germany Archiválva 2013. január 23-i dátummal a Wayback Machine-ben – Német könyvtári szerverek listája